# Bojana Drča
Bojana Drča z d. Živković (ur. 29 marca 1988 w Belgradzie) – serbska siatkarka, reprezentantka kraju, grająca na pozycji rozgrywającej. 

## Sukcesy klubowe
Liga serbska:
- 2006, 2010, 2011, 2022[3]
- 2008, 2009
- 2007

Puchar CEV:
- 2010
- 2008

Puchar Serbii:
- 2010, 2011, 2022[4]

Superpuchar Szwajcarii:
- 2011, 2015, 2016, 2017

Puchar Szwajcarii:
- 2012, 2016, 2017

Liga szwajcarska:
- 2012, 2016, 2017

Liga rosyjska:
- 2019, 2020
- 2013

Klubowe Mistrzostwa Świata:
- 2017

Superpuchar Rosji:
- 2019

Puchar Turcji:
- 2024[5], 2025[6]

Liga turecka:
- 2024[7]
- 2025[8]

Superpuchar Turcji:
- 2024[9]

## Sukcesy reprezentacyjne
Liga Europejska:
- 2009, 2010, 2011
- 2012

Grand Prix:
- 2013, 2017

Igrzyska Europejskie:
- 2015

Puchar Świata:
- 2015

Mistrzostwa Europy:
- 2017
- 2023[10]
- 2015

Igrzyska Olimpijskie:
- 2016

Mistrzostwa Świata:
- 2018, 2022[11]

Liga Narodów:
- 2022[12]

## Nagrody indywidualne
- 2008: Najlepsza blokująca turnieju finałowego Pucharu CEV
- 2010: Najlepsza rozgrywająca turnieju finałowego Pucharu CEV
- 2022: MVP turnieju finałowego Pucharu Serbii[13]
- 2022: Najlepsza rozgrywająca Mistrzostw Świata[14]